# 강민혁 (스키 선수)
강민혁(1981년 10월 29일~)은 대한민국의 알파인 스키 선수로, 2002년 동계 올림픽과 2006년 동계 올림픽에 참가했다.